# Sheij Safi-ur-Rahmân Al-Mubarakfuri
Safi-ur-Rahmân, Abu Hishâm, Al-Mubarakfuri (n. en Mubarakpur, distrito de Azamgar en el año 1942) es un religioso musulmán indio nacido en 1942 en la ciudad de Husainabad al norte de la India. Habiendo estudiado desde niño el Corán con su tío y su padre fue aceptado en la madrasa Arabia Dar ur Talim, iniciando sus estudios islámicos en árabe y persa.
En junio de 1954 fue aceptado en el Instituto Dar ihia al Ulum donde acrecentó sus conocimiento de la literatura árabe. Posteriormente dos años después ingresó a la Universidad Faid Aam para realizar estudios superiores.
En 1959 obtiene su primer título en ciencias islámicas como Mauluvi, y el año siguiente es nombrado sabio o alim. A partir de entonces empieza a trabajar como catedrático en Faid Aam y posteriormente en Dar Al Hadiz. En 1969 fue nombrado director del Instituto Faidul Ulum. En 1973 regresó a dirigir su primera madrasa Dar ur Talim y en 1975 fue invitado como catedrático en la Universidad Salafiah de Banaras.
En 1980 fue nombrado director de la revista Muhaddiz donde laboró hasta 1988 cuando fue invitado a trabajar en el Instituto de Estudios sobre la vida del Profeta recién creado en la ciudad de Medina y donde continúa trabajando.  
Es autor de la biografía de Mahoma titulada El néctar sellado.
- Datos: Q12220069